# Songs (Adrianne Lenker)
Songs è un album in studio di Adrianne Lenker, pubblicato insieme all'album instrumentals dall'etichetta 4AD il 23 ottobre 2020.
I due album sono stati concepiti all'indomani di una rottura e del tour con la sua band Big Thief, che è stato cancellato a causa della pandemia di COVID-19. Sono stati registrati su un registratore a 8 tracce mentre erano isolati in una cabina nel Massachusetts. Entrambi gli album presentano un suono lo-fi principalmente della voce e della chitarra acustica di Lenker. Songs è un album di 11 tracce con una scrittura più lirica e tradizionale. Instrumentals è composto da 2 brani strumentali estesi, con improvvisazione di chitarra acustica e registrazioni di carillon e canto degli uccelli.
L'uscita è stata preceduta da due singoli: Anything e Dragon Eyes. Gli album hanno ricevuto recensioni favorevoli dalla critica.

## Tracce
1. Two Reverse – 3:33
2. Ingydar – 4:08
3. Anything – 3:22
4. Forwards Beckon Rebound – 3:09
5. Heavy Focus – 2:34
6. Half Return – 2:08
7. Come – 5:17
8. Zombie Girl – 2:44
9. Not a Lot, Just Forever – 4:10
10. Dragon Eyes – 3:26
11. My Angel – 5:04